# Anilocra acuta
Anilocra acuta es una especie de crustáceo isópodo marino del género Anilocra, familia Cymothoidae.
Fue descrita científicamente por Richardson en 1910.

## Distribución
Esta especie se encuentra en los Estados Unidos (Georgia) y el Atlántico norte templado.